# CNN Philippines
CNN Philippines (abreviado CNN PH) fue un canal de televisión por cable y televisión satelital de Filipinas. Era propiedad de Nine Media Corporation y es operado por Nine Media Corporation junto con Radio Philippines Network (RPN) como el principal proveedor de contenido bajo la licencia de Warner Bros. Discovery reemplazando a 9TV, CNN Philippines fue la franquicia local en Filipinas de CNN y la quinta en Asia, después de CNN Indonesia, CNN Türk, CNN Árabe y CNN-IBN (India).
Transmite programación en vivo producida en estudios en Mandaluyong, teniendo su planta transmisora en Ciudad Quezón.
El 14 de octubre de 2014, Turner Broadcasting System con Nine Media firmó un acuerdo de licencia por cinco años, hasta el 31 de diciembre de 2020, constituyendo una alianza entre las dos agencias de noticias de televisión e Internet. El canal inició sus transmisiones la tarde del 16 de marzo de 2015.
El canal fue cerrado el 31 de enero de 2024 por problemas económicos, fue reemplazado por RPTV.